# Zeno Veloso
Zeno Augusto Bastos Veloso (Belém, 1º de junho de 1945 — São Paulo, 18 de março de 2021) foi um jurista, notário, professor e político brasileiro. Foi deputado estadual e secretário de Justiça do Pará. Lecionou direito civil e direito constitucional na Universidade Federal do Pará (UFPA), pela qual se formou em 1969 e da qual recebeu o título de notório saber, e na Universidade da Amazônia (UNAMA), que lhe conferiu o título de doutor honoris causa. Foi tabelião do 1º Ofício de Notas de Belém de 1966 até 2018.
Participou da elaboração das constituições estaduais do Pará e do Amapá, tendo sido relator-geral da Assembleia Constituinte do Pará. Foi assessor da 2ª vice-presidência da Assembleia Nacional Constituinte e integrou a comissão de juristas que assessorou o relator do projeto do Código Civil de 2002 na Câmara dos Deputados.
Foi membro fundador do Instituto Brasileiro de Direito de Família (IBDFAM), do qual foi diretor nacional, e membro da Academia Paraense de Letras.
Em 2014 foi lançado o livro Direito Civil Constitucional e outros Estudos em Homenagem ao Prof. Zeno Veloso, organizado pela professora da UFPA Pastora do Socorro Teixeira Leal e que contou com a colaboração de reconhecidos civilistas e constitucionalistas do Brasil e de Portugal, como Luiz Edson Fachin, Carlos Mário da Silva Velloso, Maria Berenice Dias, Carlos Roberto Gonçalves, José de Oliveira Ascensão, Luís Roberto Barroso, José Gomes Canotilho e Jorge Miranda.
Faleceu no dia 18 de março de 2021, em um hospital de São Paulo, devido a complicações da COVID-19, durante a pandemia da doença.